# Amir Dervišević
Amir Dervišević, slovenski nogometaš, * 4. julij 1992, Ljubljana.
Dervišević je profesionalni nogometaš, ki igra na položaju vezista. Od leta 2025 je član avstrijskega kluba ATUS Ferlach, leta 2018 je bil član slovenske reprezentance. Pred tem je igral za slovenske klube Interblock, Maribor, Veržej in Krko ter indijski East Bengal. Skupno je v prvi slovenski ligi odigral 123 tekem in dosegel 16 golov. Z Mariborom je osvojil naslov slovenskega državnega prvaka v sezonah 2013/14, 2014/15 in 2018/19, slovenski pokal leta 2016 ter SuperPokal v letih 2013 in 2014. Bil je tudi član slovenske reprezentance do 19 in 21 let ter reprezentance B.